# 沈君理
沈君理（しん くんり、普通6年（525年）- 太建5年9月20日（573年10月31日））は、南朝陳の外戚。字は仲倫。本貫は呉興郡武康県。

## 経歴
沈巡の子として生まれた。成長すると容姿とふるまいは美しく、経書や史書を広く渉猟して識見をそなえていたとされる。梁の湘東王法曹参軍を初任とした。陳霸先が南徐州に駐屯すると、君理は父の命を受けて東陽郡を出て陳霸先に会った。陳霸先は君理の器量を認めて、娘の会稽長公主をとつがせ、府西曹掾として召した。しばらくして君理は中衛豫章王従事中郎に転じ、まもなく明威将軍の位を加えられ、尚書吏部侍郎を兼ねた。給事黄門侍郎に転じ、監呉郡をつとめた。陳が建国されると、君理は駙馬都尉となり、永安亭侯に封じられ、呉郡太守として出向した。
陳の文帝が即位すると、君理は侍中として召された。左民尚書の代行を命じられたが、任につかないうちに明威将軍・丹陽尹となった。天嘉3年（562年）、また左民尚書となり、歩兵校尉を兼ね、まもなく前軍将軍に改められた。天嘉4年（563年）、侯安都が江州に移駐すると、君理は本官のまま監南徐州をつとめた。天嘉6年（565年）、仁威将軍・東陽郡太守として出向した。天康元年（566年）、父の沈巡が死去すると、服喪のため職を去った。父の柩を迎えるため荊州におもむく許可を求めたが、陳の朝廷は重臣の出境に難色を示し、代わりに長兄の沈君厳を荊州に行かせた。この年のうちに君理は信威将軍・左衛将軍の位を受けるよう命じられた。また持節・都督東衡衡二州諸軍事・仁威将軍・東衡州刺史となり、始興郡内史を兼ねるよう命じられた。また明威将軍・中書令として再起するよう命じられた。服喪の期間中に前後して3度復帰を命じられたが、いずれも固辞して就任しなかった。
太建元年（569年）、服喪を終えると、太子詹事に任じられ、行東宮事をつとめ、吏部尚書に転じた。太建2年（570年）、娘の沈婺華が皇太子陳叔宝の妃に立てられたため、君理は望蔡県侯の爵位を受けた。太建4年（572年）、侍中の位を加えられた。太建5年（573年）、尚書右僕射に転じ、吏部を領した。同年9月、病のため死去した。享年は49。侍中・太子少傅の位を追贈された。さらに翊左将軍・開府儀同三司の位を重ねて贈られた。諡は貞憲といった。
子の沈遵倹は早くに死去したため、弟の沈君高の子の沈遵礼が後を嗣いだ。

## 伝記資料
- 『陳書』巻23 列伝第17
- 『南史』巻68 列伝第58